# Северноевропска лига у кошарци
Северноевропска лига, или Северноевропска кошаркашка лига (енгл. North European Basketball League), позната по свом акрониму НЕБЛ (од енгл. NEBL), је била регионална кошаркашка лига на подручју северне Европе која је играна између 1998. и 2003. године, те је то био први успешни покушај стварања регионалне кошаркашке лиге у Европи.

## Историја лиге
Лигу је основао 1998. године познати литвански кошаркаш Шарунас Марчуљонис, и био је и њен председник.
У првој сезони се такмичило осам клубова из Естоније, Финске, Летоније, Литваније и Шведске.
У следећим сезонама се лига ширила на клубове широм Европе, па чак и из медитеранских држава:
- 1999/00: Данска, Немачка, Русија, Украјина
- 2000/01: Чешка, Холандија, Пољска, Уједињено Краљевство
- 2001/02: Белгија, Белорусија, Бугарска, Израел, СР Југославија, Македонија, Румунија, Турска

Клубови су уз наступање у НЕБЛ-у паралелно наступали и у својим домаћим такмичењима и европским куповима.
Године 2002. водећи клубови – чланови лиге, одустају од наступа у НЕБЛ-у, због све актрактивнијих наступа у УЛЕБ-овој Евролиги, тако да је за сезону 2002/03. НЕБЛ организован од четири екипе Фајнал фора северне конференције ФИБА купа шампиона.
Године 2004. је на подручју балтичких држава основана Балтичка лига, а 2008. ВТБ јунајтед лига која окупља клубове са подручја источне и северне Европе.

## Прваци и вицепрваци
| сезона   | клубови | првак           | вицепрвак            |
| -------- | ------- | --------------- | -------------------- |
| 1998/99. | 8       | Жалгирис        | АСК/Броцени/ЛМТ Рига |
| 1999/00. | 14      | ЦСКА Москва     | Лијетувос ритас      |
| 2000/01. | 16      | Урал Грејт Перм | Жалгирис             |
| 2001/02. | 31      | Лијетувос ритас | Урал Грејт Перм      |
| 2002/03. | 4       | УНИКС Казањ     | Лијетувос ритас      |